# Лейпциг (район, до 2008)
Лейпциг (нім. Landkreis Leipziger Land) — колишній район у Німеччині.
Центром району було місто Борна. Район входив до землі Саксонія. Підпорядкований був адміністративному округу Лейпциг. Займав площу 752,20 км². Населення - 147 267 осіб. Густота населення - 196 осіб/км².
Офіційний код району був 14 3 79.
Район поділено на 22 громади.
У ході саксонської реформи громад з 1 серпня 2008 увійшов до складу нового району Лейпциг.

## Міста та громади
Міста
1. Белен (6 985)
2. Борна (22 428)
3. Фробург (7 889)
4. Гайтхайн (6 347)
5. Гройч (8 521)
6. Кичера (6 053)
7. Корен-Залісся (3 083)
8. Марклеберг (23 806)
9. Маркранштедт (15 301)
10. Пегано (4 768)
11. Регіс-Брайтінген (4 299)
12. Рета (4 057)
13. Цвенкау (8 985)

Об'єднання громад
Управління Гайтхайн
Управління Нойкіріч
Управління Пегано
Управління Регіс-Брайтінген
Управління Рета
Громади
1. Дойц (2 061)
2. Ельстертребніц (1 522)
3. Еспенхайн (2 685)
4. Ойлаталь (3 594)
5. Гроспесна (5 622)
6. Кітц (2 014)
7. Лобштедт (2 652)
8. Нарсдорф (1 874)
9. Нойкіріч (3 348)